# Antonio Portales
Antonio Portales Villarreal (Tampico, Tamaulipas, México, 16 de mayo de 1996) es un futbolista Mexicano. Juega como defensa central o lateral y su equipo es el Dundee Football Club de la Scottish Premiership.

## Trayectoria
Surgió de las fuerzas básicas del Club de Fútbol Monterrey pasando por las categorías Sub-15, Sub-17 y Sub-20, hasta debutar en el primer equipo el 29 de julio de 2014 en un partido de Copa MX donde el equipo regiomontano logró ganar de visitante por un marcador de 1-5 a los Correcaminos de la UAT. Debutó en Primera División el 30 de septiembre en un partido correspondiente a la Jornada 11 del Apertura 2014 entrando de cambio al minuto 84 por Neri Cardozo. Marcó su primer gol en la victoria de su equipo por 2-1 ante el FC Juárez en la Jornada de 6 del Clausura 2017 en el torneo de Copa.
Llegó cedido al Atlético de San Luis para el torneo Apertura 2018 procedente del CF Monterrey, debutando en la victoria 2-1 sobre los Tigres de la UANL en Copa MX. Para el 2021 se convierte en nuevo jugador de los Alebrijes de Oaxaca. En 2022, se hizo oficial su llegada al Atlante Fútbol Club. El 16 de junio de 2023 se hace oficial su llegada al Dundee FC de la Scottish Premiership. Hizo su debut con el club en una victoria en la fase de grupos de la Copa de la Liga de Escocia sobre el Dumbarton FC.

## Estadísticas
Actualizado el 31 de mayo de 2025.
| C.F. Monterrey · México                                       | 1.ª                 | 2014-15             | 3   | 0  | 8  | 0 | - | - | 11  | 0  |
| C.F. Monterrey · México                                       | 1.ª                 | 2015-16             | 0   | 0  | 4  | 0 | - | - | 4   | 0  |
| C.F. Monterrey · México                                       | 1.ª                 | 2016-17             | 0   | 0  | 2  | 1 | - | - | 2   | 1  |
| C.F. Monterrey · México                                       | 1.ª                 | 2017-18             | 0   | 0  | 5  | 0 | - | - | 5   | 0  |
| C.F. Monterrey · México                                       | Total               | Total               | 3   | 0  | 19 | 1 | 0 | 0 | 22  | 1  |
| C. Atlético de San Luis · México                              | 2.ª                 | 2018-19             | 5   | 0  | 8  | 1 | - | - | 13  | 1  |
| C. Atlético de San Luis · México                              | 1.ª                 | 2019-20             | 3   | 0  | 5  | 0 | - | - | 8   | 0  |
| C. Atlético de San Luis · México                              | Total               | Total               | 8   | 0  | 13 | 1 | 0 | 0 | 21  | 1  |
| Alebrijes · México                                            | 2.ª                 | 2021                | 16  | 2  | -  | - | - | - | 16  | 2  |
| Alebrijes · México                                            | 2.ª                 | 2021-22             | 33  | 0  | -  | - | - | - | 33  | 0  |
| Alebrijes · México                                            | Total               | Total               | 49  | 2  | 0  | 0 | 0 | 0 | 49  | 2  |
| Atlante F. C. · México                                        | 2.ª                 | 2022-23             | 45  | 9  | -  | - | - | - | 45  | 9  |
| Atlante F. C. · México                                        | Total               | Total               | 45  | 9  | 0  | 0 | 0 | 0 | 45  | 9  |
| Dundee F. C. Escocia                                          | 1.ª                 | 2023-24             | 22  | 2  | 2  | 0 | - | - | 24  | 2  |
| Dundee F. C. Escocia                                          | 1.ª                 | 2024-25             | 24  | 1  | 6  | 3 | - | - | 30  | 4  |
| Dundee F. C. Escocia                                          | Total               | Total               | 46  | 3  | 8  | 3 | 0 | 0 | 54  | 6  |
| Total en su carrera                                           | Total en su carrera | Total en su carrera | 151 | 14 | 40 | 5 | 0 | 0 | 191 | 19 |
| (1) Incluye datos de la Copa MX y Copa de la Liga de Escocia. |                     |                     |     |    |    |   |   |   |     |    |

## Palmarés

### Títulos nacionales
| Título               | Club                 | País   | Año     |
| -------------------- | -------------------- | ------ | ------- |
| Copa MX              | Monterrey            | México | A-2017  |
| Ascenso MX           | Atlético de San Luis | México | A-2018  |
| Ascenso MX           | Atlético de San Luis | México | C-2019  |
| Campeón de Ascenso   | Atlético de San Luis | México | 2018-19 |
| Liga de Expansión MX | Atlante              | México | A-2022  |